# Reutersgate
Reutersgate hace referencia al escándalo que sacudió a la agencia de noticias Reuters durante la guerra israelo-libanesa de 2006 tras descubrirse que uno de sus fotógrafos, Adnan Hajj, había manipulado varias imágenes tomadas en Beirut con el fin de aumentar la impresión que se llevara el público de los bombardeos realizados por Israel. La veracidad de su trabajo no tiene crédito después de haberse demostrado de que por lo menos dos fotografías han sido manipuladas manualmente a través de programas de edición de imagen (Photoshop) antes de ser publicadas. El 6 de agosto de 2006, Reuters anunció que no continuaría trabajando con dicho fotógrafo después de que Hajj expuso las fotografías modificadas en varios blogs en la Internet. 
El affaire fue destapado por Charles Johnson, autor de la bitácora Little Green Footballs, el 5 de agosto de 2006. Según Johnson, una de las imágenes tomadas por Hajj en las que aparecía un espeso humo negro elevándose sobre edificios de la capital libanesa mostraba "evidencias descaradas de manipulación". El 6 de agosto, Rusty Schakleford, editor del blog My Pet Jawa, descubría otra imagen retocada. Esta vez de un F-16 israelí sobre Nabatiyeh, al sur del Líbano. La fotografía había sido falsificada para incrementar el número de cohetes disparados por el avión. De uno pasaron a ser tres.

## Acusaciones y explicaciones
Según el jefe de Relaciones Públicas de Reuters, Hajj intentó explicar lo sucedido alegando que intentaba quitar marcas de polvo de las fotografías, y debido a las malas condiciones de iluminación donde él trabajaba aconteció el error. Los críticos rechazaron su absurda explicación, indicando que en la foto modificada por Hajj fue agregada una columna entera de humo, duplicó varios edificios, y demostró un patrón de repetición que indicaba que por lo menos dieciocho funciones de edición de imágenes fueron utilizadas en una columna de humo. 
Las acusaciones contra Hajj no acabaron ahí. El autor del blog Drinking for Home hacía notar una imagen donde se presentaba a una señora lamentándose porque su casa ha sido derribada por los ataques israelíes el 22 de julio. La misma señora aparecía, sorprendentemente, el 5 de agosto en otra fotografía, llorando por la pérdida de su casa bombardeada por la aviación israelí.
Una segunda fotografía modificada por Hajj, del 2 de agosto, mostraba una aeronave israelí F-16 sobre Nabatiyeh en Líbano meridional. Dicha fotografía también había sido manipulada para aumentar de uno a tres el número de lanzamientos. Después de enterarse de esta segunda manipulación de imagen, la Agencia Reuters decidió, el 7 de agosto de 2006, quitar la lista entera de fotografías de Ajj de su base de datos, que consistía de 920 fotos.
Scott Johnson, del sitio Power Line, revelaba otra imagen tomada por Hajj el 24 de julio donde se presentaban una serie de edificios del sur de Beirut dañados por los ataques israelíes. El día 5 de agosto, desde un ángulo más bajo, Reuters presentaba la misma fotografía indicando que se trataban de edificios destruidos la noche anterior por la aviación israelí.
La agencia también indicó que esto "no significa que cada una de sus 920 fotografías en nuestra base de datos fueron alteradas. Sabemos que no es el caso de la mayoría de las imágenes que hemos mirado hasta ahora." Reuters ha anunciado que las "imágenes que archivaban se han reducido y solamente el personal jerárquico corregirá desde ahora fotografías del Oriente Medio en el escritorio general de imágenes, con chequeo final realizado por el Jefe de Redacción."
Si bien Tom Szlukovenyi, editor de fotografías de Reuters, señaló que no podía afirmar que las 920 fotografías de Hajj hubieran sido retocadas o manipuladas, la agencia admitió tras una revisión de "urgencia" que dos imágenes de Hajj (las descubiertas por Charles Jhonson y Rusty Schakleford) sí habían sido manipuladas. El 8 de agosto, Reuters emitía un comunicado donde anunciaba la expulsión de Hajj y la retirada de su base de datos las 920 fotografías que este tenía en su haber.
Otras fotografías de Hajj que han sido cuestionadas por los críticos, son unas en las que un bombero recuperaba el cuerpo de un niño diciendo que había sido muerto en un bombardeo israelí en la ciudad de Qana. En diferentes sites de la internet ha denunciado haber encontrado inconsistencias inexplicadas como las fechas de las fotografías de Hajj, las duplicaciones de los temas que eran representados y subtítulos inexactos o contradictorios.